# Kreis Sternberg
De Kreis Sternberg was een Kreis in de Bezirk Schwerin in de Duitse Democratische Republiek.

## Geschiedenis
Sternberg ontstond bij het opheffen van de deelstaten op 25 juli 1952 uit het zuidoostelijke deel van de voormalige Landkreis Schwerin en behoorde tot de nieuw gevormde Bezirk Schwerin. De kreis werd bij de Duitse hereniging op 3 oktober 1990 onderdeel van de nieuw gevormde deelstaat Mecklenburg-Voor-Pommeren. Op 12 juni 1994 werd de kreis, die sinds 17 mei 1990 als Landkreis werd aangeduid, opgeheven en opgedeeld. Het grootste deel werd deel van de Landkreis Parchim, de vijf gemeenten Bibow, Groß Labenz, Jesendorf, Ventschow en Warin werden ondergebracht in de Landkreis Nordwestmecklenburg.

## Geografie
De Kreis Sternberg telde in 1985 23.300 inwoners en had een oppervlakte van 493 km² en was daarmee de kleinste kreis in de Bezirk Schwerin. Sternberg grensde in het noordwesten aan de Kreis Wismar, in het westen en zuidwesten aan de Kreis Schwerin-Land, in het zuiden aan de Kreis Parchim, in het zuidoosten aan de Kreis Lübz, in het oosten aan Kreis Güstrow en in het noorden aan de Kreis Bützow.
Het kreisgebied omvatte een groot deel van het tegenwoordig Sternberger Seenlandschaft genoemde landschap. Kenmerkend voor het gebied waren meren, bossen en heuvels en de twee rivieren Warnow en Mildenitz.

## Steden en gemeenten
De Landkreis Sternberg omvatte op 3 oktober 1990 21 gemeenten, waarvan drie steden:
- Bibow
- Blankenberg
- Borkow
- Brüel, stad
- Dabel
- Groß Görnow
- Groß Labenz
- Hohen Pritz
- Jesendorf
- Kobrow
- Kuhlen
- Langen Jarchow
- Mustin
- Pastin
- Sternberg, stad
- Ventschow
- Warin, stad
- Weitendorf
- Wendorf
- Witzin
- Zahrensdorf